# Широке (Сімферопольський район)
Широ́ке (до 1948 року — Боранчи́-Кита́й, крим. Borançı Qıtay) — село Сімферопольського району Автономної Республіки Крим.

## Опис
Відстань від райцентру до населеного пункта становить 29 кілометрів по прямій.
За даними сільради на 2009 рік площа, яку займає село, складала 114,3 гектарів, на якій у 515 дворах проживало 1644 мешканці.

## Історія
В останній період Кримського ханства Китай входив до Акмечетського кадилика Акмечетського каймаканства, перша документальна згадка села зустрічається в Камеральному Описі Криму… 1784 року.
18 травня 1948 року Указом Президії Верховної Ради РРФСР населений пункт радгоспу Китай перейменували на село Широке.

## Відомі люди
- Гордєйчук Катерина Іллівна — доярка АТ «Широке» Сімферопольського району, Герой України (з врученням ордена Держави, 21 серпня 1999 року) «за досягнення найвищих у регіоні показників із надоїв молока, багаторічну сумлінну працю в сільському господарстві».
- Каракаш Михайло Миколайович — російський оперний співак (лірико-драматичний баритон), вокальний педагог, режисер.